# Varennes-en-Argonne

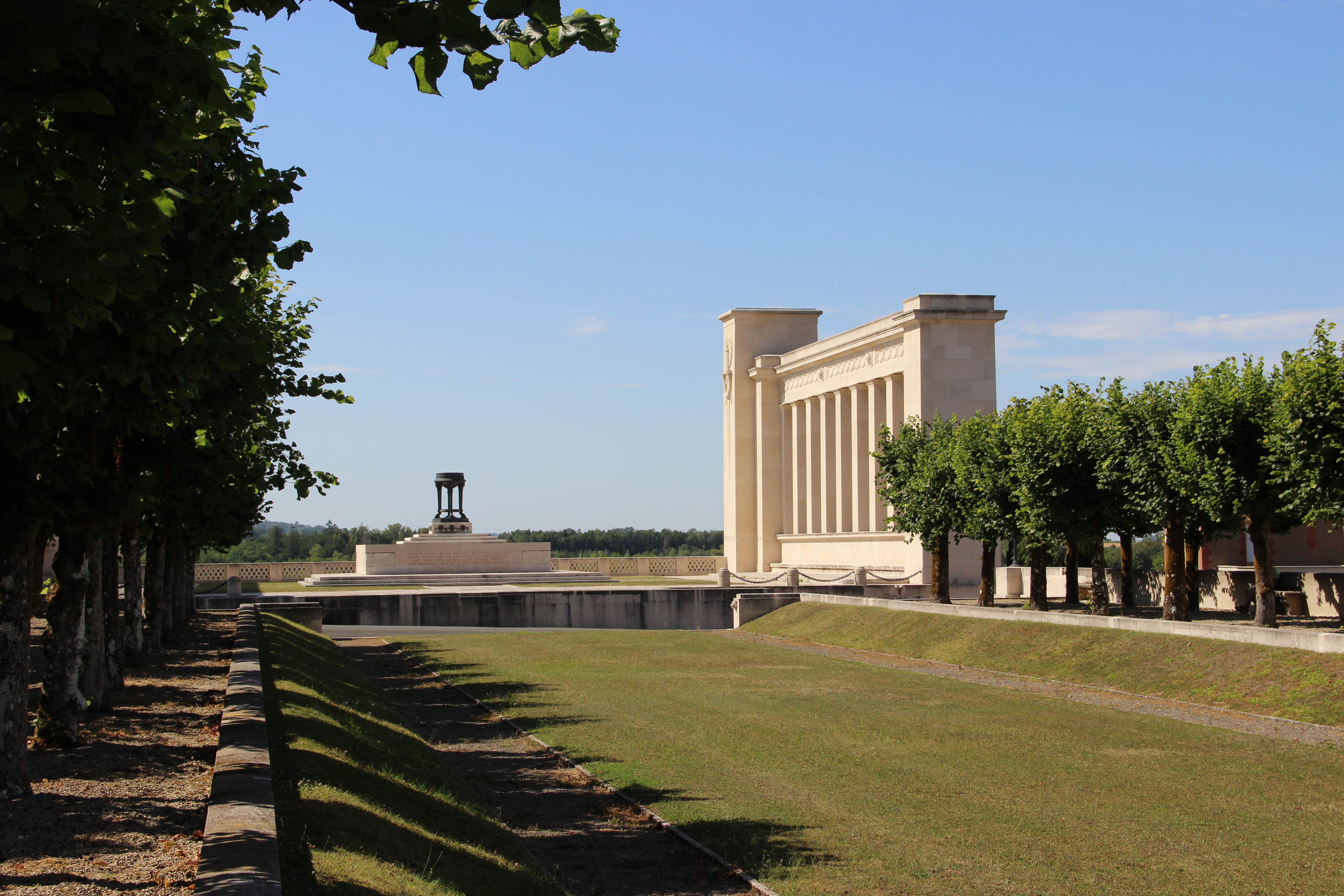
Pennsylvania Monument

Varennes-en-Argonne is een gemeente in het Franse departement Meuse (regio Grand Est) en telt 633 inwoners (2021).
De plaats maakt deel uit van het kanton Clermont-en-Argonne in het arrondissement Verdun. Voor maart 2015 was het de hoofdplaats van het kanton Varennes-en-Argonne, dat toen werd opgeheven.

## Geografie
De oppervlakte van Varennes-en-Argonne bedraagt 11,9 km², de bevolkingsdichtheid is 59,5 inwoners per km². De plaats is gelegen aan de rivier Aire.
De onderstaande kaart toont de ligging van Varennes-en-Argonne met de belangrijkste infrastructuur en aangrenzende gemeenten.

## Demografie
Onderstaande figuur toont het verloop van het inwonertal (bron: INSEE-tellingen).

## Geschiedenis
Varennes raakte vooral bekend nadat koning Lodewijk XVI hier in de nacht van 21 juni 1791 werd gearresteerd toen hij met zijn gezin tijdens de Franse Revolutie trachtte te ontvluchten naar Montmédy, op de grens met de Oostenrijkse Nederlanden, waar zich een loyaal garnizoen bevond. Het was de bedoeling vandaaruit, gesteund door zijn zwager keizer Leopold II, aan het hoofd van een leger terug te keren naar Parijs om zijn gezag te herstellen. Aangekomen in Sainte Menehould (ten zuiden van Varennes) werd de koning herkend door de postmeester Jean-Baptiste Drouet. Drouet achtervolgde het gezelschap naar Varennes; daar zouden de paarden worden gewisseld. 's Avonds laat zaten nog enkele klanten in de herberg Bras d' Or. Drouet vroeg deze mannen om hem te helpen de brug te barricaderen, zodat het koninklijk gezelschap kon worden aangehouden. Na hun arrestatie bracht de koninklijke familie de nacht door in het huis (tegenover de herberg) van Jean Baptiste Sauce, de loco-burgemeester van Varennes die de koning officieel identificeerde. De volgende ochtend werd de koninklijke familie onder begeleiding van de Nationale Garde naar Parijs teruggebracht. Uiteindelijk werd Lodewijk XVI naar aanleiding van deze gebeurtenis beschuldigd van hoogverraad en op 21 januari 1793 ter dood gebracht onder de guillotine; niet lang daarna onderging koningin Marie Antoinette hetzelfde lot. 
Gedurende de Eerste Wereldoorlog (1914-1918) lag Varennes in de zone van het westelijk front, waardoor het nagenoeg werd verwoest. In 1914 bezette het Duitse leger het, toen al, zwaar gehavende dorp. Eind september 1918 bevrijdden Amerikaanse troepen  Varennes als eerste dorp gedurende het massale Meuse-Argonne offensief dat duurde tot 11 november 1918. Op korte afstand is de heuvel Butte de Vauqois, een heuvel die door ondergrondse mijnen is veranderd in een indrukwekkend kraterlandschap, met Franse en Duitse loopgraven en ondergrondse gangenstelsels aan beide kanten van de heuvel. Op het grondgebied van Varennes bevindt zich tevens de "Abri du Kronprinz", een luxe bunkercomplex achter het front, gebouwd voor kroonprins Wilhelm die in deze omgeving bevelhebber was.  
Een streekmuseum, ondergebracht in een modern gebouw, dat onder meer kunst en ambachten uit de Argonne herbergt, bezit een afdeling die gewijd is aan de arrestatie van de koninklijke familie en een afdeling gewijd aan de Eerste Wereldoorlog.  Tussen het museum en de kerk loopt een route waarlangs zeven panelen de aankomst en de arrestatie van Lodewijk XVI en zijn familie toelichten. Op de plek waar het koninklijk gezelschap werd gearresteerd en waar zich destijds de herberg Bras d'Or bevond, staat tegenwoordig de klokkentoren Louis XVI (verwoest in de Eerste Wereldoorlog).   Naast het museum bevindt zich het Pennsylvania Monument, opgericht in 1927 en gewijd aan vrijwilligers van de 28e divisie uit de Amerikaanse staat Pennsylvania die in 1918 hun bijdrage leverden aan de bevrijding van Varennes. 

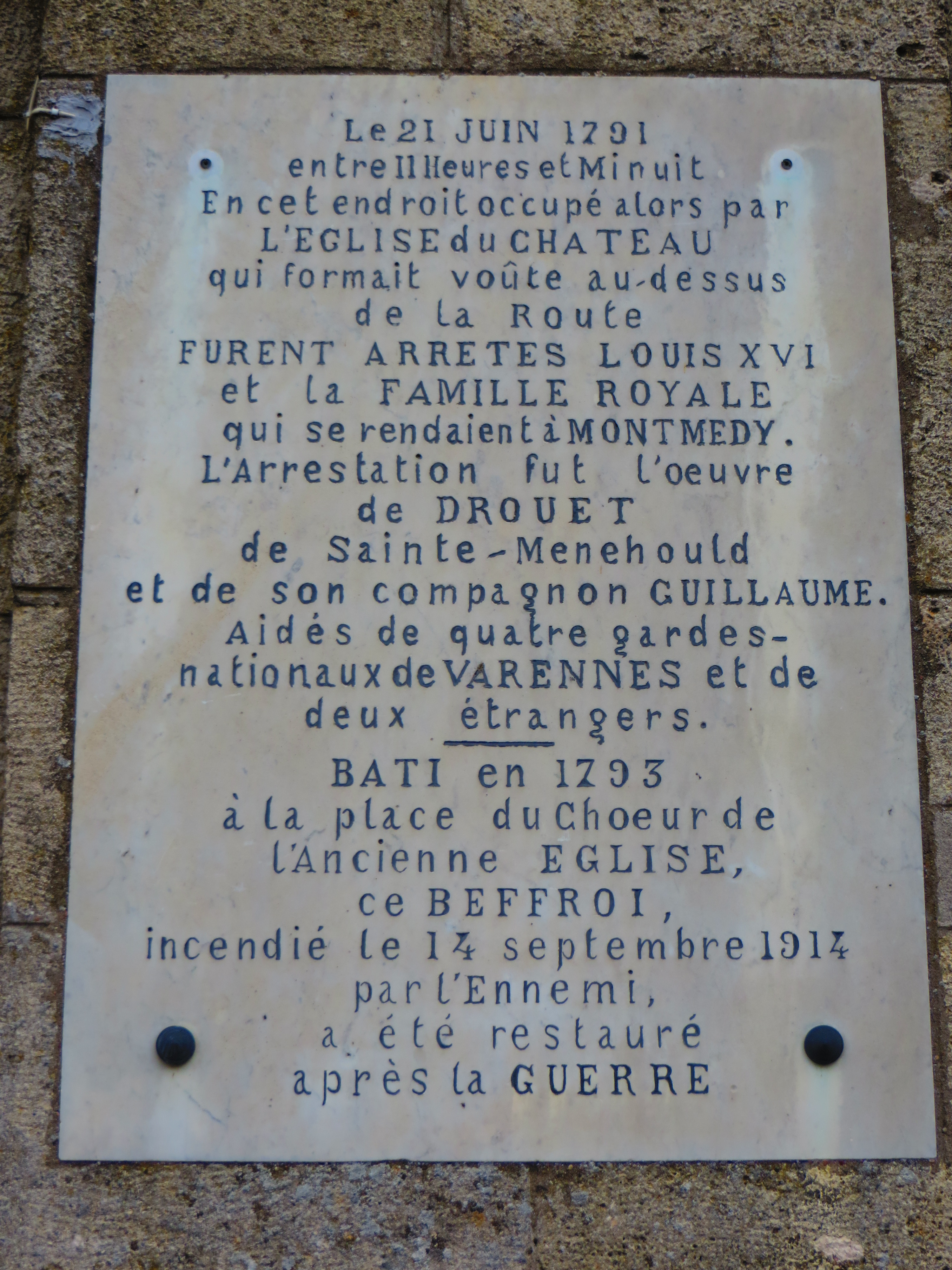
Gedenkplaat voor de arrestatie van Louis XVI
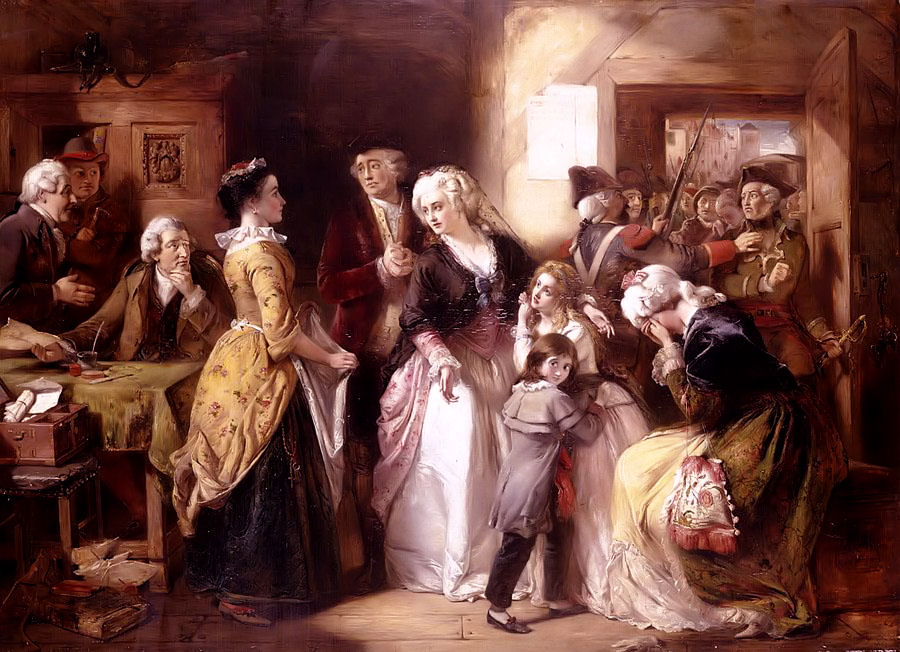
Arrestatie van Louis XVI in 1791 in Varennes
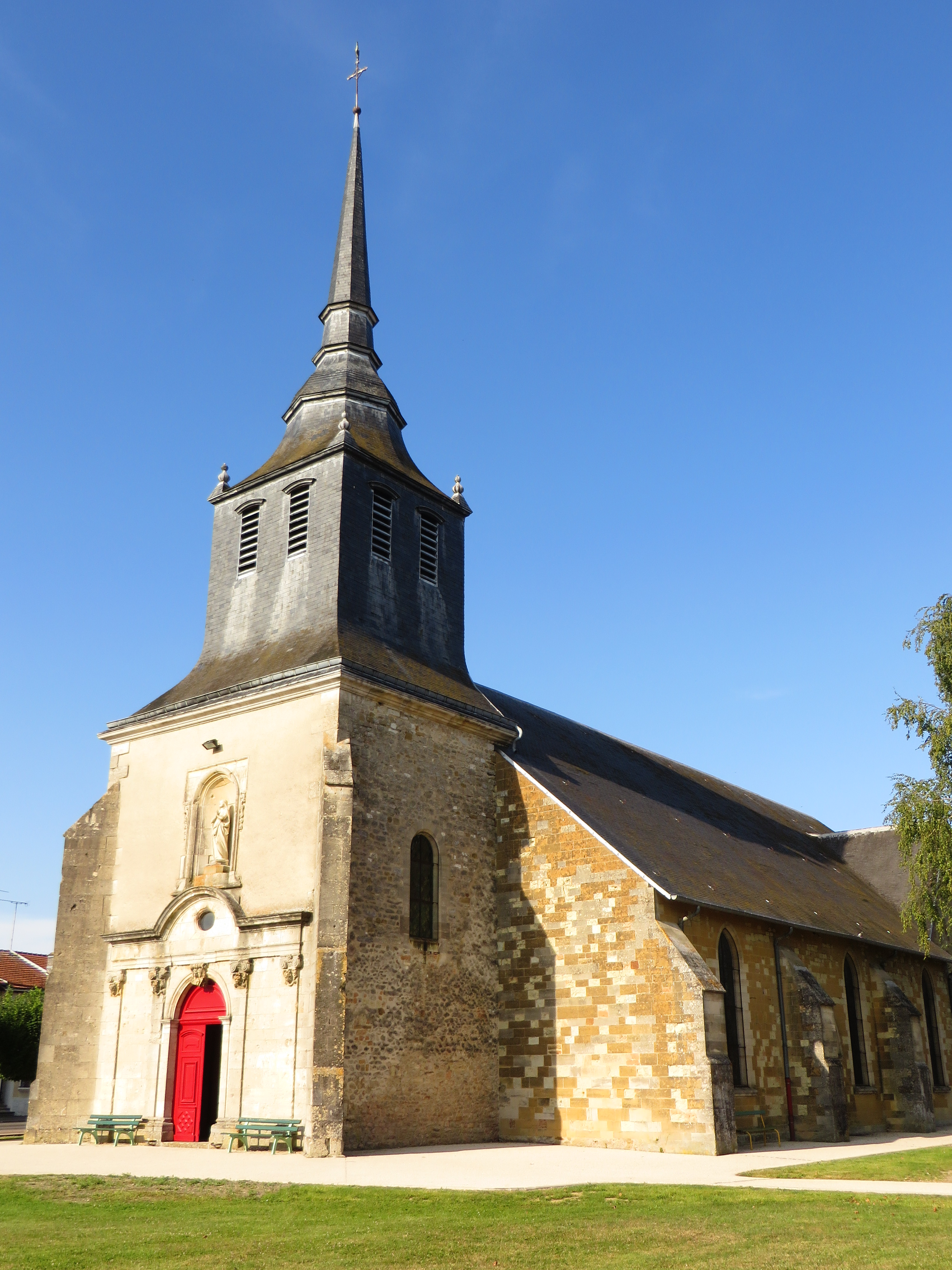
Kerk Notre-Dame
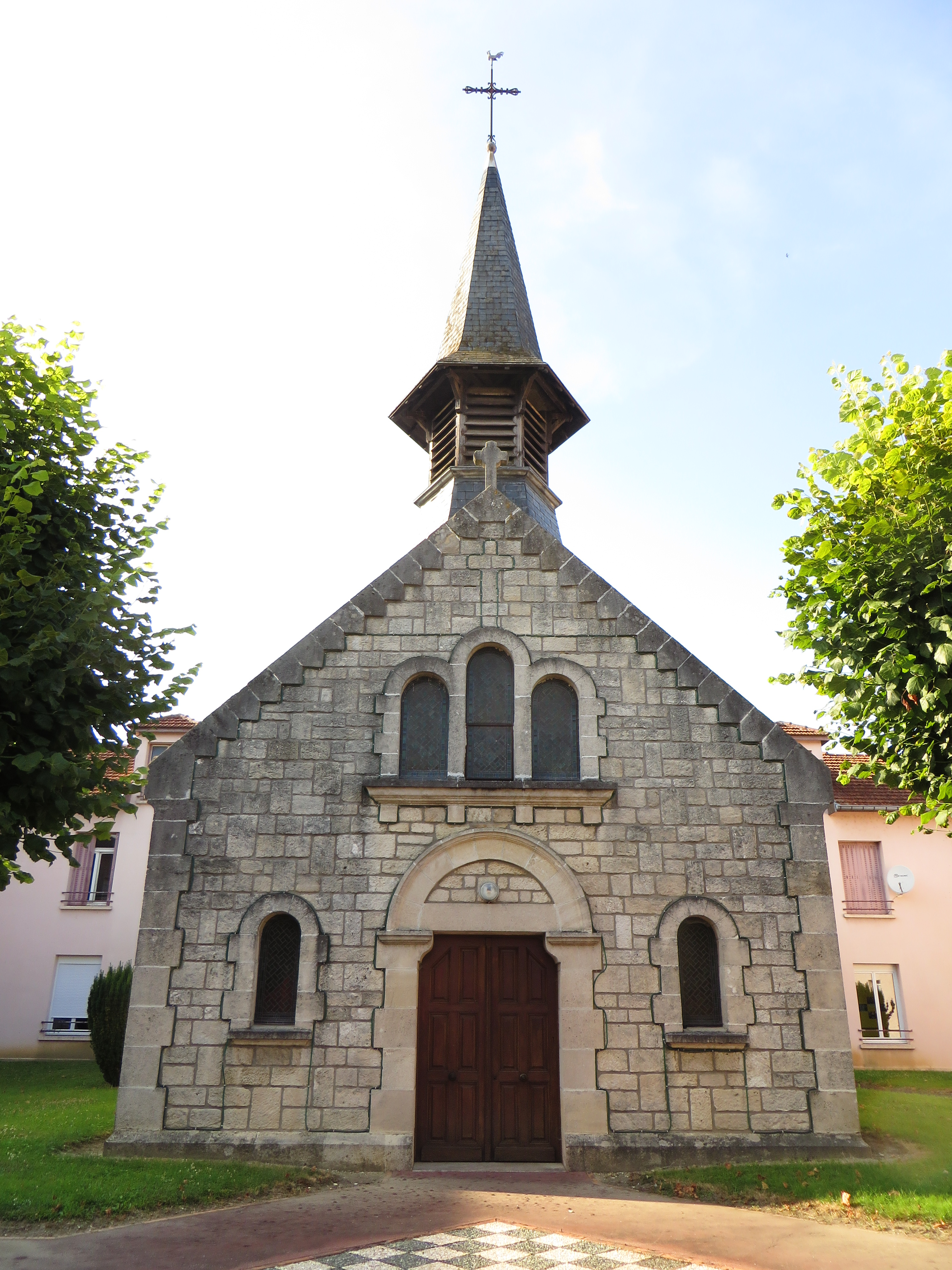
Kapel van de Sœurs de Saint-Charles.